# 14092 Ґейлі
14092 Ґейлі (14092 Gaily) — астероїд головного поясу, відкритий 29 червня 1997 року.
Тіссеранів параметр щодо Юпітера — 3,364.